# Desmodium michelianum
Desmodium michelianum là một loài thực vật có hoa trong họ Đậu. Loài này được (Schindl.) B.G.Schub. & McVaugh miêu tả khoa học đầu tiên.